# Curtis (kráter)
Curtis je malý impaktní kráter nacházející se v severní části Mare Crisium (Moře nepokojů) na přivrácené straně Měsíce. Má průměr 3 km, pojmenován je podle amerického astronoma Hebera Dousta Curtise.
Curtis je miskovitého tvaru s malou plochou dna kolem středu. Než jej Mezinárodní astronomická unie přejmenovala, nesl název Picard Z.
Západně se nachází kráter Picard.